# Zala Urh
Zala Urh (* 15. April 2002 in Ljubljana) ist eine slowenische Schachspielerin.

## Leben
Im ersten Schuljahr erlernte Zala Urh das Schachspielen und trainierte in der Schule und mit ihrem Vater. Sie hat drei Schwestern. Sie besucht das Gymnasium in Kranj. Ihr Vorbild ist Judit Polgár. Trainiert wird Zala Urh inzwischen vom slowenischen Großmeister Matej Šebenik.

## Erfolge
Vereinsschach spielt sie für den ŠK Stari Mayr Kranj. In der österreichischen Frauenbundesliga spielt sie seit der Saison 2018/18 für den SV Chesshero Rapid Feffernitz am zweiten Brett. für Feffernitz hatte sie schon in der Saison 2015/16 in der Kärntner Liga West gespielt. In Deutschland spielt Urh seit 2022 bei TuRa Harksheide in der Frauenbundesliga.
Für die slowenische Frauennationalmannschaft spielte sie beim Mitropapokal 2019 in Radenci am dritten Brett und bei der Schacholympiade 2024 in Budapest am zweiten Brett.
Im Februar 2020 erhielt sie den Titel Internationaler Meister der Frauen (WIM). Die Normen hierfür erzielte sie beim 48. Bosna-Turnier in Sarajevo im Mai 2018 (mit Übererfüllung), beim 33. Open in Pula (mit Übererfüllung) und bei der U18-Jugendweltmeisterschaft weiblich im Oktober 2019 in Mumbai, bei der sie punktgleich mit der Bronzemedaillengewinnerin Alexandra Obolenzewa den sechsten Platz belegte.
Ihre bisher höchste Elo-Zahl war 2333 im November 2021. Sie lag damals hinter Laura Unuk auf dem zweiten Platz der slowenischen Elo-Rangliste der Frauen.